# Pedra Azul
Pedra Azul là một đô thị thuộc bang Minas Gerais, Brasil. Đô thị này có diện tích 1618,686 km², dân số năm 2007 là 25798 người, mật độ 15,3 người/km².